# Віктор Морару
Віктор Морару (молд.  Victor Moraru; нар. 1 грудня 1961, Теребня) — молдавський дипломат. Постійний представник Молдови при ООН (2017—2021).

## Біографія
Пан Морару народився 1 грудня 1961 року в Теребні. У 1985 році закінчив Кишинівський сільськогосподарський інститут. Отримав ступінь магістра з Міжнародні відносини в Національній школі політичних та адміністративних досліджень у Бухаресті з 1990 по 1992 рік. Володіє англійською, російською та французькою на середньому рівні.
У 1985—1992 рр. — працював науковцем в Інституті екології та генетики Академії наук Молдова.
Пан Морару вперше приєднався до Міністерства закордонних справ Молдови в Кишиневі в 1992 році на посаді першого секретаря, а згодом і директора Департаменту з питань ООН та роззброєння. Він обіймав посаду старшого радника міністра закордонних справ у 1998 році, а в 1999 році обіймав посаду директора Департаменту ООН та її спеціалізованих установ. Пан Морару був заступником директора з багатосторонніх економічних відносин у міністерстві з 2002 року по 2004 р. та заступник директора з багатосторонніх питань з 2004 по 2006 рр.
З грудня 2006 року по вересень 2009 року, виконував обов'язки радника та заступника постійного представника в Представництві Молдови при Відділенні Організації Об'єднаних Націй у Женеві. Таку ж посаду він обіймав у Представництві Республіки Молдова при ООН в Нью-Йорку з вересня 1999 року по серпень 2002 року, до цього був радником і тимчасовим повіреним у справах Місії в Нью-Йорку з 1993 по 1997 рік.
До призначення в Женеву пан Морару з липня 2010 року обіймав посаду посла з особливих особливих питань у глобальних справах, до цього він був старшим радником віце-прем'єр-міністра Молдови та міністра закордонних справ і європейської інтеграції з жовтня 2009 року.
У 2012—2017 рр. — постійний представник Республіки Молдова при Відділенні Організації Об'єднаних Націй у Женеві, вручив вірчі грамоти Генеральному директору Відділення Організації Об'єднаних Націй у Женеві Касим-Жомарту Токаєву.
У 2017—2021 рр. — постійний представник Республіки Молдова при Організації Об'єднаних Націй у Нью-Йорку.